# Fermentacja

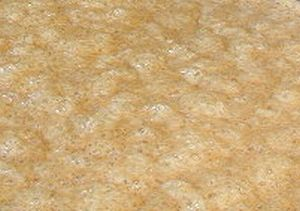
Fermentacja

Fermentacja – enzymatyczny proces przemian związków organicznych w warunkach beztlenowych, prowadzony przez mikroorganizmy, np. bakterie lub drożdże, w efekcie którego następuje dysproporcjonowanie substratu, tj. jego równoczesne utlenienie i redukcja, np.:
C
6H
12O
6 → 2C
2H
5OH + 2CO
2↑
Procesowi temu towarzyszy wydzielenie energii, która magazynowana jest zazwyczaj pod postacią ATP, powstającego w wyniku fosforylacji substratowej, lub, wyjątkowo, w wyniku działania pomp transbłonowych: wodorowej lub sodowej. Fermentacja umożliwia uzyskanie energii użytecznej metabolicznie organizmom stale lub okresowo żyjącym w warunkach beztlenowych. Wydajność energetyczna fermentacji jest znacznie niższa niż procesów tlenowych. Z jednej cząsteczki glukozy uzyskiwane są 2 (czasem 1–2,5) cząsteczki ATP, podczas gdy w cyklu Krebsa z jednej cząsteczki glukozy uzyskiwane są 32 (lub 38) cząsteczki ATP.
Innym rodzajem beztlenowego uzyskiwania energii jest oddychanie beztlenowe, które różni się od fermentacji tym, że zachodzi z udziałem łańcucha transportu elektronów, który nie jest wykorzystywany w procesach fermentacyjnych.
Przykłady procesów fermentacyjnych:
- Wykorzystywane powszechnie do wytwarzania żywności[6]:
  - fermentacja alkoholowa
  - fermentacja mlekowa (mleczanowa)
- Inne:
  - fermentacja masłowa
  - fermentacja mannitowa (zwana też "śluzową" lub "gumową")
  - fermentacja metanowa
  - fermentacja propionowa.

Nauka badająca procesy fermentacji to zymologia.
W biotechnologii określenie „fermentacja” jest szersze i dotyczy zwyczajowo także niektórych procesów tlenowych z udziałem bakterii. Przykładami są fermentacja octowa i fermentacja cytrynowa.